# چشم‌چراغی باله‌شکافته
چشم‌چراغی باله‌شکافته (نام علمی: Anomalops katoptron) نام یک گونه از خانواده ماهیان چشم‌چراغی است.